# Université fédérale du Sud
L'université fédérale du Sud (russe : Южный федеральный университет), abrégée en SFedU (russe : ЮФУ) et anciennement connue sous le nom d'université d'État de Rostov (de 1957 à 2006), est une université publique russe de l'oblast de Rostov avec des campus à Rostov-sur-le-Don et Taganrog.

## Personnalités liées à l'université

### Étudiants
- Dmitri Ivanovski, botaniste, fondateur de la virologie
- Youri Jdanov (en), chimiste, recteur de l'université de Rostov (1957-1988)
- Ivan Kornilov, général soviétique
- Dmitry Morduhai-Boltovskoï, mathématicien
- Vladimir Semionovitch Semionov, diplomate soviétique
- Sabina Spielrein, psychanalyste
- Iossif Vorovitch (ru), mathématicien
- Dmitri Zakhartchenko, fraudeur russe